# 威廉斯灣
威廉斯灣（英語：Williams Cove），是南極洲的海灣，位於南喬治亞群島東南端，處於拉森港北部，在1929年由英國海軍命名，該海灣由英國海外領土管轄。